# Ermita de la Virgen de la Salud (Sonseca)
La ermita de la Virgen de la Salud es una ermita ubicada en la localidad de Sonseca, en la provincia de Toledo, Castilla‑La Mancha, España. Inicialmente conocida bajo la advocación de San Sebastián, se encuentra junto al cementerio municipal de la localidad. A lo largo de los siglos ha sufrido diversas restauraciones, manteniéndose su uso hasta la actualidad.

## Historia
La historia de la ermita se remonta a 1545, año en el que hay constancia de la creación de una cofradía dedicada a San Sebastián, por lo que la ermita fue inicialmente conocida con su nombre. El edificio, en sus orígenes, se encontraba en la dehesilla de San Sebastián, fuera del casco urbano. En 1634, se comenzó a venerar en un altar a la Virgen de la Salud, que fue ganando devoción hasta que en 1695 pasó a ocupar el centro del retablo, relegando a San Sebastián a un segundo plano.
A lo largo de su historia, la ermita ha requerido de varias restauraciones. En 1672, amenazaba ruina y la imagen de la Virgen de la Salud fue trasladada temporalmente a la ermita de la Virgen de los Remedios. Fue restaurada con fondos de un "peujal" (permiso para sembrar trigo) y donaciones. En 1731, se arregló un altar para la Virgen de la Estrella, imagen procedente de su ermita en ruinas en las faldas de la sierra, y se le celebró fiesta especial entre 1742 y 1752.
En 1813, la ermita comenzó a ser utilizada para enterramientos. En 1834, se inauguró el cementerio actual y en 1844 el Ayuntamiento se hizo cargo del mantenimiento de la ermita. En 1887, se separó parte de la zona trasera del edificio para destinarla a depósito de cadáveres. La ermita fue restaurada nuevamente en la década de 1940 y, tras el hundimiento del techo el 4 de noviembre de 1997, se le realizó una nueva restauración en la que se perdió el artesonado original.

## Descripción
La ermita se compone de una nave central con tejado a dos aguas, que se une a la capilla central a través de un arco ojival ligeramente peraltado, cerrado con una reja de madera. La capilla es de planta cuadrada y, aunque originalmente tenía un techo artesonado ochavado con un tirante en cada ángulo, este se perdió tras el derrumbe de 1997. En su interior, el retablo principal alberga a la Virgen de la Salud en una hornacina con arco de medio punto, flanqueada por dos columnas salomónicas decoradas. San Sebastián corona el retablo. Las paredes del templo exponen las estaciones del antiguo Vía Crucis de la Iglesia Parroquial y también acogen otras imágenes provenientes de ella, como San Juan Evangelista y Santa María Magdalena. La entrada principal se realiza por la puerta que da al cementerio en la pared sur, mientras que la puerta del lado norte permanece cegada, sirviendo ahora de ventana enrejada para el depósito de cadáveres anexo. En el tejado de la capilla mayor, destaca una armadura de hierro que sostiene un pequeño campanillo.